# كونتينر لينكس
كونتينر لينكس (بالإنجليزية: Container Linux)‏ هي توزيعة لينكس ملغية معتمدة على جنتو ومصممة للعناقيد. حل محلها فيدورا كور أو إس في 26 مايو 2020.